# Deinopis fasciata
Deinopis fasciata là một loài nhện trong họ Deinopidae.
Loài này thuộc chi Deinopis. Deinopis fasciata được miêu tả năm 1879 bởi Ludwig Carl Christian Koch.